# Al di là del silenzio
Al di là del silenzio è un film tedesco del 1996 diretto da Caroline Link. Fu candidato all'Oscar al miglior film straniero.

## Trama
Lara è una bambina di otto anni figlia di genitori sordi ai quali fa da tramite con il mondo dei "non sordi" che scopre e persegue la propria vocazione per la musica nonostante il parere contrario del padre.

## Riconoscimenti
- Tokyo International Film Festival 1997: Grand Prix per il miglior film e premio per la migliore sceneggiatura